# Oberes Bühlertal
Das FFH-Gebiet Oberes Bühlertal ist ein im Jahr 2015 durch das Regierungspräsidium Stuttgart nach der Richtlinie 92/43/EWG (Fauna-Flora-Habitat-Richtlinie) angemeldetes Schutzgebiet (Schutzgebietskennung DE-7025-341) im deutschen Bundesland Baden-Württemberg. Mit Verordnung des Regierungspräsidiums Stuttgart zur Festlegung der Gebiete von gemeinschaftlicher Bedeutung vom 30. Oktober 2018  (in Kraft getreten am 11. Januar 2019) wurde das Schutzgebiet festgelegt.

## Lage
Das rund 639 Hektar große FFH-Gebiet gehört zu den Naturräumen 108-Schwäbisch-Fränkische Waldberge und 127-Hohenloher-Haller Ebene innerhalb der naturräumlichen Haupteinheiten 10-Schwäbisches Keuper-Lias-Land und 12 Neckar- und Tauber-Gäuplatten. Es liegt zwischen Schwäbisch Hall und dem Abtsgmünder Ortsteil Pommertsweiler und erstreckt sich über die Markungen von sechs Städten und Gemeinden im Ostalbkreis und im Landkreis Schwäbisch Hall:
- Schwäbisch Hall: 6,3868 ha = 1 %
- Bühlertann: 153,284 ha = 24 %
- Bühlerzell: 210,7655 ha = 33 %
- Obersontheim: 229,926 ha = 36 %
- Abtsgmünd: 25,5473 ha = 4 %
- Adelmannsfelden: 6,3868 ha = 1 %

## Beschreibung und Schutzzweck
Es handelt sich um naturnahe Fließgewässer (obere Bühler, deren Zufluss Fischach und weitere Nebengewässer), um artenreiche Wiesen der Gipskeuperlandschaft und um Mischwälder der östlichen Limpurger Berge.

### Lebensraumtypen
Gemäß Anlage 1 der Verordnung des Regierungspräsidiums Stuttgart zur Festlegung der Gebiete von gemeinschaftlicher Bedeutung (FFH-Verordnung) vom 30. Oktober 2018 kommen folgende Lebensraumtypen nach Anhang I der FFH-Richtlinie im Gebiet vor:
| EU Code | Lebensraumtyp (offizielle Bezeichnung)                                                                          | Kurzbezeichnung                              | Hektar |
| ------- | --- | -------------------------------------------- | ------ |
| 3150    | Natürliche eutrophe Seen mit einer Vegetation vom Typ Magnopotamion oder Hydrocharition                         | Natürliche nährstoffreiche Seen              | 1,34   |
| 3260    | Flüsse der planaren bis montanen Stufe mit Vegetation des Ranunculion fluitantis und des Callitricho-Batrachion | Fließgewässer mit flutender Wasservegetation | 3,15   |
| 5130    | Formationen von Juniperus communis auf Kalkheiden und -rasen                                                    | Wacholderheiden                              | 3,91   |
| 6210    | Naturnahe Kalk-Trockenrasen und deren Verbuschungsstadien (Festuco-Brometalia)                                  | Kalk-Magerrasen                              | 5,31   |
| 6430    | Feuchte Hochstaudenfluren der planaren und montanen bis alpinen Stufe                                           | Feuchte Hochstaudenfluren                    | 5,44   |
| 6510    | Magere Flachland-Mähwiesen (Alopecurus pratensis, Sanguisorba officinalis)                                      | Magere Flachland-Mähwiesen                   | 61,33  |
| 8220    | Silikatfelsen mit Felsspaltenvegetation                                                                         | Silikatfelsen mit Felsspaltenvegetation      | 0,02   |
| 91E0    | Auenwälder mit Alnus glutinosa und Fraxinus excelsior (Alno-Padion, Alnion incanae, Salicion albae)             | Auenwälder mit Erle, Esche, Weide            | 43,90  |

### Arteninventar
Folgende Arten von gemeinschaftlichem Interesse sind für das Gebiet gemeldet:
| Bild                               | EU Code | * | Art                                 | wissenschaftlicher Name     | Artengruppe           |
| ---------------------------------- | ------- | - | ----------------------------------- | --------------------------- | --------------------- |
| Bechsteinfledermaus                | 1323    |   | Bechsteinfledermaus                 | Myotis bechsteinii          | Fledermäuse           |
| Großes Mausohr                     | 1324    |   | Großes Mausohr                      | Myotis myotis               | Fledermäuse           |
| Groppe                             | 1163    |   | Groppe                              | Cottus gobio                | Fische und Rundmäuler |
| Bachneunauge                       | 1096    |   | Bachneunauge                        | Lampetra planeri            | Fische und Rundmäuler |
| Strömer                            | 1131    |   | Strömer                             | Leuciscus souffia agassizi  | Fische und Rundmäuler |
| Steinkrebs                         | 1093    |   | Steinkrebs                          | Austropotamobius torrentium | Sonstige Wirbellose   |
| Grüne Flussjungfer                 | 1061    |   | Dunkler Wiesenknopf-Ameisenbläuling | Maculinea nausithous        | Schmetterlinge        |
| Heller Wiesenknopf-Ameisenbläuling | 1059    |   | Heller Wiesenknopf-Ameisenbläuling  | Maculinea teleius           | Schmetterlinge        |
| Bachmuschel                        | 1032    |   | Bachmuschel                         | Unio crassus                | Sonstige Wirbellose   |
| Grünes Koboldmoos                  | 1386    |   | Grünes Koboldmoos                   | Buxbaumia viridis           | Moose                 |

### Zusammenhängende Schutzgebiete
Das FFH-Gebiet besteht aus zahlreichen kleineren Teilgebieten. Es ist in Teilbereichen deckungsgleich mit mehreren Landschaftsschutzgebieten und mit dem Vogelschutzgebiet Kocher mit Seitentälern. Innerhalb des FFH-Gebiets liegt das Naturschutzgebiet Nr. 1136 Unteres Bühlertal.